# Mușcelușa
Mușcelușa – wieś w Rumunii, w okręgu Buzău, w gminie Siriu. W 2011 roku liczyła 697 mieszkańców.